# Archibald Murray (szermierz)
Archibald Campbell Murray (ur. 16 lutego 1875 w Fulham, zm. 8 kwietnia 1949 w Pune) – brytyjski szermierz, członek brytyjskiej drużyny olimpijskiej w 1908 roku.